# Miss República Dominicana 1968
El certamen Concurso Nacional de Belleza Señorita República Dominicana fue aguantado el 24 de enero de 1968. Había 24 delegadas en el concurso. La ganadora, Señorita República Dominicana o Señorita Azúcar escogida representará la República Dominicana en el Miss Universo 1968. Señorita Café fue al Miss Mundo 1968.  Señorita Merengue fue a la Feria de la Chinita 1968. Señorita La Española fue a la Miss Hispanidad 1968. El resto de la semifinalista fueron a diferente concurso internacionales.

## Resultados
| Resultados                         | Candidatas |
| ---------------------------------- | --- |
| Señorita República Dominicana 1968 | Puerto Plata - Annita Ortiz |
| Señorita Café                      | Duarte - Ingrid García |
| Señorita Merengue                  | Santiago - Úrsula Germán |
| Señorita La Española               | Ciudad Santo Domingo - María Ramírez |
| Semi-finalistas                    | Delta Neiba - Katherine Ynoa Distrito Nacional - Elizabeth Súarez Monte Cristi - Nicol Reynoso Samaná - Yolanda Ureña San Pedro de Macorís - Martha González Santiago Rodríguez - Luiza Taveras Seibo - Milka Juanes Valverde - Gina Varbaros |

### Premios especiales
Mejor Rostro - Úrsula Germán (Santiago)

Miss Fotogénica - Nidez Arias (San Juan)

Miss Simpatía - Eva Padrón (San Cristóbal)

## Candidatas
| Representa           | Candidata                            | Oriunda                      |
| -------------------- | ------------------------------------ | ---------------------------- |
| Azua                 | Margarita Ceasrina Duarte Toledo     | Azua de Compostela           |
| Ciudad Santo Domingo | María Alejandrina Ramírez Cruz       | Santo Domingo                |
| Dajabón              | Isabel Estefanía de la Cruz Agujeros | Dajabón                      |
| Delta Neiba          | Katherine Yanet Ynoa Alvarado        | Jimaní                       |
| Distrito Nacional    | Elizabeth Rolanda Súarez Soriano     | Santo Domingo                |
| Duarte               | Ingrid Marie García de Canó          | San Francisco de Macorís     |
| Espaillat            | Esther Deis Díaz Pedros              | Moca                         |
| La Altagracia        | Tatiana Katalina Bienvenido Loano    | Salvaleón de Higüey          |
| La Estrelleta        | María Teresa Alvarado Álvares        | Comenador                    |
| La Vega              | Mary Alba Rodríguez Brito            | Jarabacoa                    |
| Monte Cristi         | Nicol Vivian Reynoso Santuario       | San Fernando de Monte Cristi |
| Pedernales           | Estefanía Alejandra Cruz Martínez    | Pedernales                   |
| Peravia              | Laura Agynes Hidalgo Pineda          | Baní                         |
| Puerto Plata         | Ana María Ortíz Mendoza              | San Felipe de Puerto Plata   |
| Salcedo              | Ada Sandra Abreu Marrón              | Tenares                      |
| Samaná               | Yolanda Margarita Ureña Sanz         | Santa Bárbara de Samaná      |
| San Cristóbal        | Eva Tatiana Padrón Peralta           | San Cristóbal                |
| San Juan             | Nidez Ludwicka Arias Fermín          | San Juan de la Maguana       |
| San Pedro de Macorís | Martha Carina González Caba          | San Pedro de Macorís         |
| Sánchez Ramírez      | Jessica Marie Merán Ferro            | Cotuí                        |
| Santiago             | Úrsula Bereníz Germán Bienvenidos    | Santiago de los Caballeros   |
| Santiago Rodríguez   | Luiza María Taveras Delirio          | San Ignacio de Sabaneta      |
| Seibo                | Milka Reyna Juanes Tavaras           | Hato Mayor del Rey           |
| Valverde             | Ana Gina Varbaros Oviedo             | Santa Cruz de Mao            |

## Trivia
- La Ganadora, Annita Ortiz entró en el Miss República Dominicana Mundo 1966.